# Meždunarodnaja (metropolitana di Mosca)
Meždunarodnaja (in russo Международная?), che letteralmente significa Internazionale, è una stazione della Linea Filëvskaja, la quarta linea della Metropolitana di Mosca. La stazione fu costruita insieme alle altre della seconda tratta della linea e completò il ramo della linea Filëvskaja all'interno del centro degli affari di Mosca. Fu aperta il 30 agosto 2006 ed è pertanto divenuta la stazione più nuova della rete, formalmente conosciuta come Mini-Metro.
La stazione, disegnata dagli architetti A.Orlov e A.Nekrasov, mostra un design a tripla volta sostenuto da pilastri. Tuttavia, diversamente dalle normali dimensioni moscovite, la lunghezza della banchina è accorciata da 192 a 118 metri, mentre le dimensioni delle volte centrali e quelle delle banchine sono state ridotte da 9 a 7,5 metri. Di conseguenza, la stazione ha dimensioni simili a quelle della Metropolitana di Londra; Meždunarodnaja è inoltre l'unica stazione sotto la superficie che presenta una banchina curva.
Decorativamente, la stazione ha un design moderno "high-tech", che risulta simile a quello dei grattacieli di Moscow-City. Il design consiste in marmo bianco e pannelli in plastica, pavimento in granito scuro e metallo nelle zone tra i pilastri. L'ingresso della stazione è situato sotto l'autostrada interna a Mosca, il Terzo Anello. L'atrio di accesso comprende tornelli moderni.
Nel futuro, la stazione diverrà un punto di interscambio con un sistema ferroviario ad alta velocità, che collegherà la City con l'Aeroporto di Mosca-Šeremet'evo e con la Stazione Moskva-Leningradskaja delle Ferrovie russe, aprendo una possibilità di collegamento ferroviario diretto con San Pietroburgo.